# Wielka Orla Turniczka
Das Große Adlertürmchen (polnisch Wielka Orla Turniczka) ist ein Berg in der Hohen Tatra in den Gipfeln Orle Turniczki im Massiv Buczynowe Turnie mit einer Höhe von 2162 m n.p.m. und liegt in Polen in der Woiwodschaft Kleinpolen im Landkreis Powiat Tatrzański. Der Westhang gehört zur Gemeinde Poronin (Ortsteil Murzasichle) und der Osthang zur Gemeinde Bukowina Tatrzańska (Ortsteil Brzegi). Über seinen Gipfel führt der Höhenweg Orla Perć.

## Lage und Umgebung
Unterhalb des Gipfels liegen zwei Täler, das Buczynowa-Tal im Osten und das Pańszczyca-Tal. 
Vom Gipfel der Nördlichen Granatenspitze (Skrajny Granat) wird das Große Adlertürmchen durch die Granatenscharte (Granacka Przełęcz) getrennt und vom Kleinen Adlertürmchen (Mała Orla Turniczka) durch die Obere Adlerscharte (Orla Przełączka Wyżnia).

## Etymologie
Der polnische Name Wielka Orla Turniczka bedeutet ebenso Großes Adlertürmchen.

## Tourismus
Wanderer, die sich auf den Höhenweg Orla Perć wagen, müssen über den Gipfel gehen. 

### Routen zum Gipfel
Auf den Gipfel führt ein Höhenweg: 
- ▬ Der rot markierte Höhenweg Orla Perć vom Bergpass Zawrat über den Gipfel auf den Bergpass Krzyżne. Als Ausgangspunkt für eine Besteigung des Höhenwegs eignen sich die Berghütten Schronisko PTTK Murowaniec sowie Schronisko PTTK w Dolinie Pięciu Stawów Polskich.

## Belege
- Zofia Radwańska-Paryska, Witold Henryk Paryski: Wielka encyklopedia tatrzańska. Poronin, Wyd. Górskie, 2004, ISBN 83-7104-009-1.
- Tatry Wysokie słowackie i polskie. Mapa turystyczna 1:25.000, Warszawa, 2005/06, Polkart, ISBN 83-87873-26-8.